# Atla (prowincja Sarema)
Atla – wieś w Estonii, w prowincji Sarema, w gminie Lääne-Saare.